# Acaroceras feideri
Acaroceras feideri är en kvalsterart som beskrevs av Calugar och Vasiliu 1977. Acaroceras feideri ingår i släktet Acaroceras och familjen Microzetidae. Inga underarter finns listade i Catalogue of Life.